# Patrice Rognon
Pour les articles homonymes, voir Rognon.
Patrice Rognon, né le 29 décembre 1966, est un judoka français.

## Carrière
Il est sacré champion de France de judo dans la catégorie des poids lourds en 1993 et en 1997. Il remporte la médaille d'argent des poids lourds aux Jeux méditerranéens de 1991 et la médaille de bronze toutes catégorie des Championnats d'Europe de judo 1991.
Il obtient également trois médailles aux Championnats d'Europe par équipes de judo : une en or en 1992, une en argent en 1990 et une en bronze en 1994.
En 1994 il participe à la victoire de l'équipe de France au premier championnat du Monde par équipes de nations à Paris, il participe également au championnat du Monde par équipes de nations en 1998 (3eme place)
Il termine 7eme au Championnat du Monde 1999 en toutes catégories